# Pointer anglais
Pour les articles homonymes, voir Pointer (chien).
Le pointer anglais est une race britannique de chien. C'est un chien très athlétique, la truffe est relevée par rapport au chanfrein et le stop était bien marqué. Ce chien d'arrêt est réputé pour la rapidité de sa quête et la qualité de son arrêt.

## Historique
L'origine exacte de la race est incertaine, bon nombre de documents retracent son utilisation à la chasse, mais sa création même fait objet de débats. Selon Julien Deby, le Pointer Anglais aurait été introduit en Angleterre en 1688, en provenance « du midi de la France et de l'Espagne ». D'autres affirment que ce serait au retour de la guerre de Succession d'Espagne, en 1713, que les militaires, impressionnés par le braque espagnol, en auraient ramené quelques exemplaires dans leur pays.
D'autres encore considèrent le chien d'arrêt portugais  comme son ancêtre bien que d'autres races aient été nommées comme le braque de Burgos ou le braque italien.
Mais le Pointer ne se montrait pas encore suffisamment efficace, parce qu'en Angleterre on[Qui ?] chasse vite et pas longtemps. Il fallait donc un chien de chasse plus rapide, or le pointer était encore trop lourd. C'est pour cette raison que des éleveurs britanniques, par des croisements judicieux (dont probablement le foxhound anglais), sélectionnent un chien léger et élégant dès le début du XVIIIe siècle.
Le pointer tire son nom, qui signifie « pointer », de la posture immobile qu'il adopte lorsqu'il chasse et qu’il a repéré le gibier. Les premières mentions de ce chien en Angleterre datent des environs de 1650 alors qu'il repérait le lièvre que les lévriers anglais chassaient ensuite. Toutefois, au début des années 1700, alors que le tir devint à la mode, le pointer s'avéra le chien par excellence.

## Standard

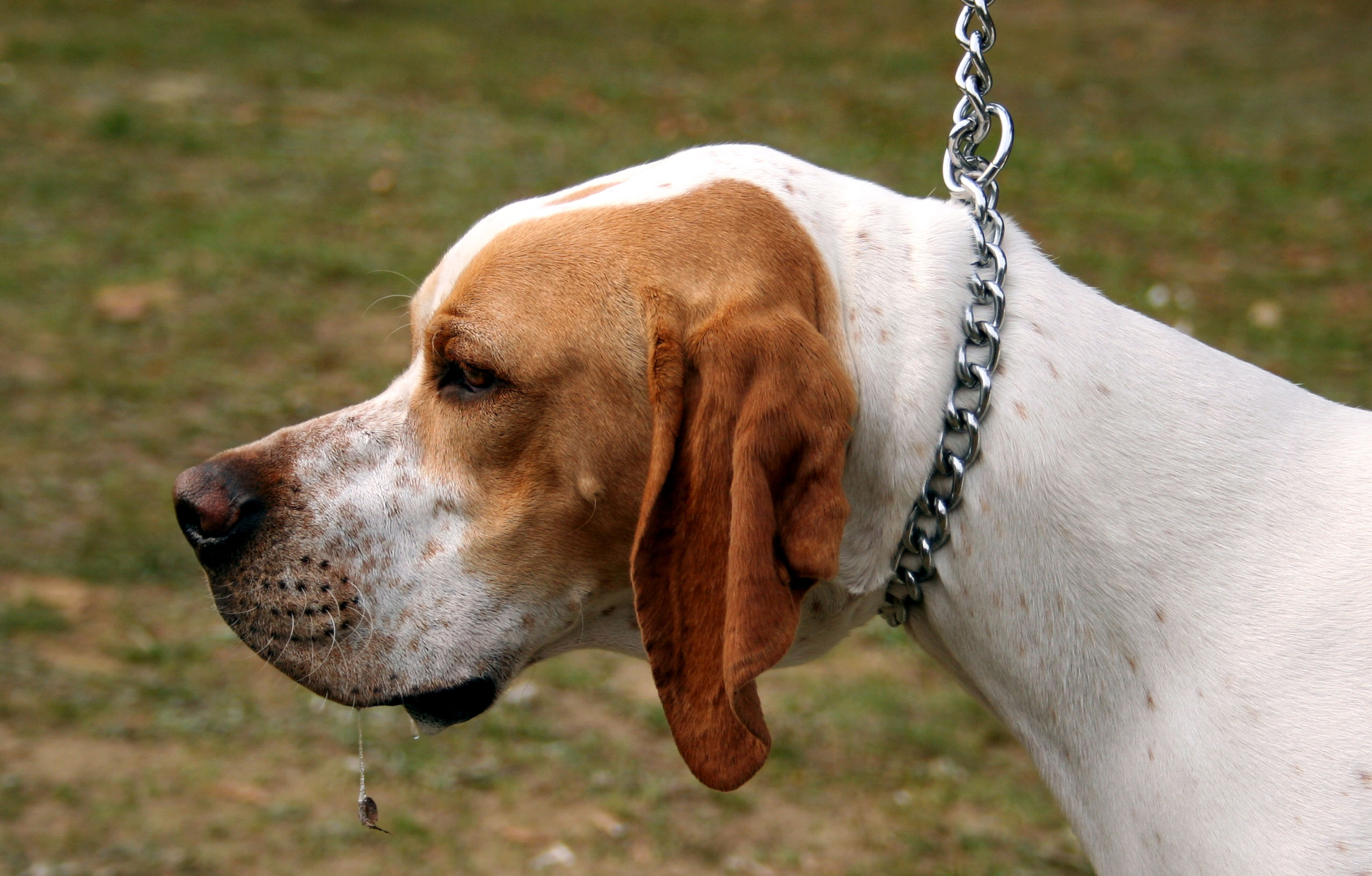
Profil d'un pointer.

Le pointer anglais est un chien de type médioligne de taille moyenne et d'allure sportive et agile. La musculature est puissante, le corps s'inscrit dans un carré. Le cou est long. La queue est droite et effilée. La tête se caractérise par un stop bien marqué et les lignes du museau qui remonte sur le bout du nez. Les yeux sont vifs et ronds, de couleur noisette ou marron selon la couleur de la robe. Les oreilles sont triangulaires, bien plaquées et insérées haut.
Le poil est ras, fin, droit et luisant. Le standard de la race admet de nombreuses couleurs : citron et blanc, orange et blanc, foie (marron) et blanc, noir et blanc. Les robes unicolores et tricolores sont les plus rares.

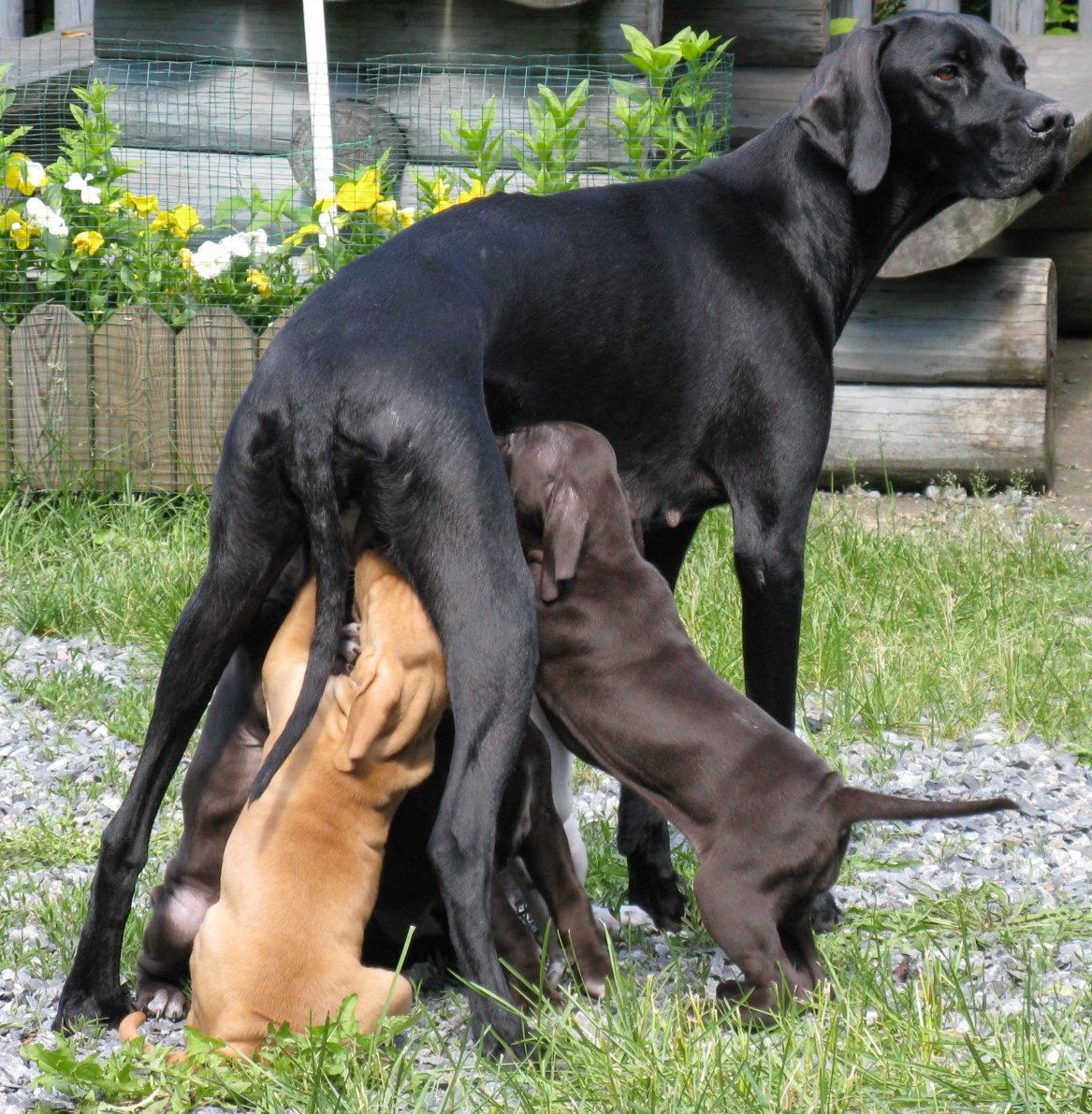
Plusieurs pointers unicolores.
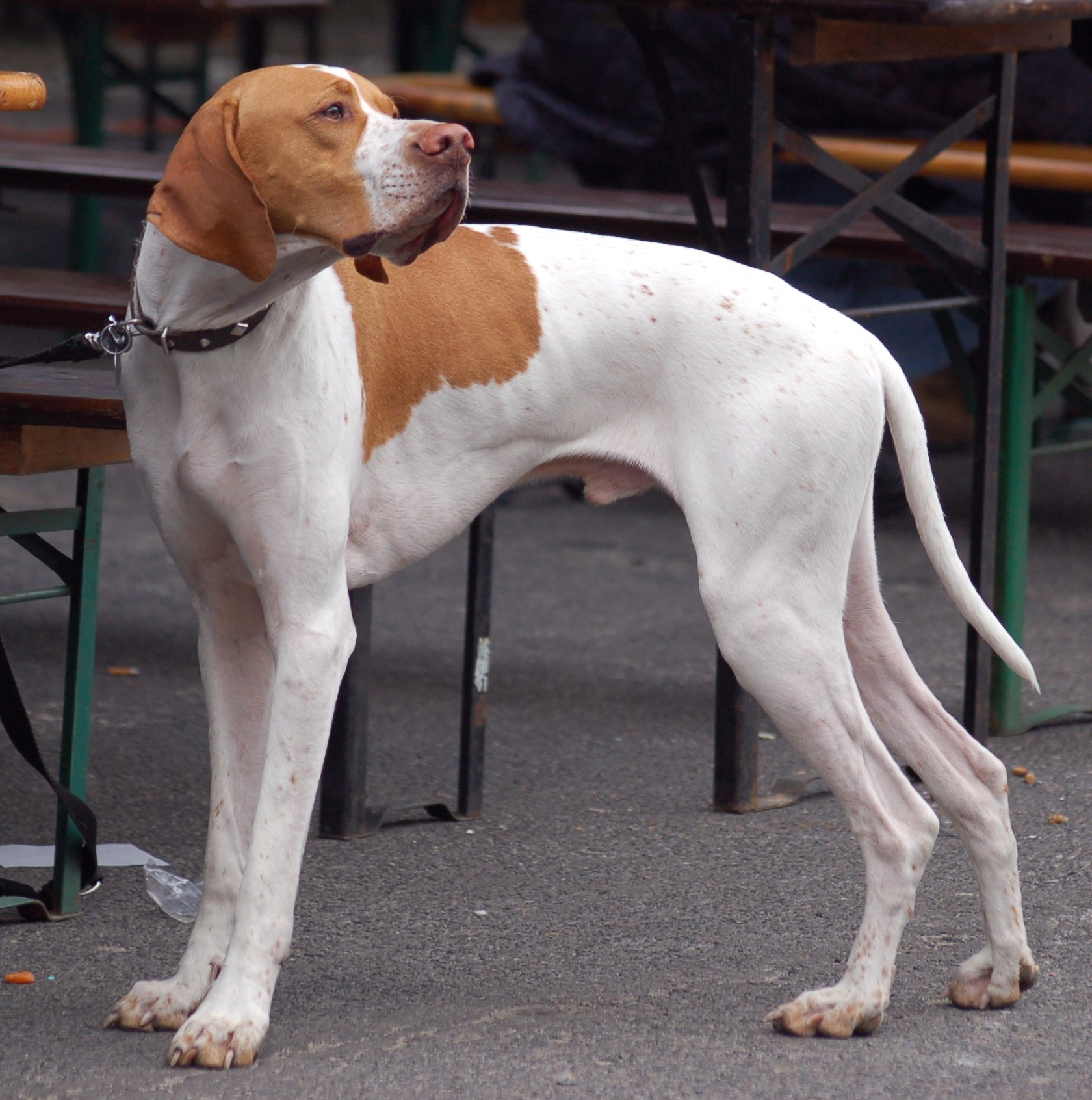
Orange et blanc.

## Caractère
Le standard FCI décrit le pointer comme un chien actif, endurant et d'un caractère bon et égal. Affectueux et démonstratif dans son affection, c'est un chien facile à éduquer et d'apprentissage précoce, nécessitant pour cela un maître ferme, patient et doux, sans violence. La voix est suffisante pour qu'il se fasse obéir.

## Utilité

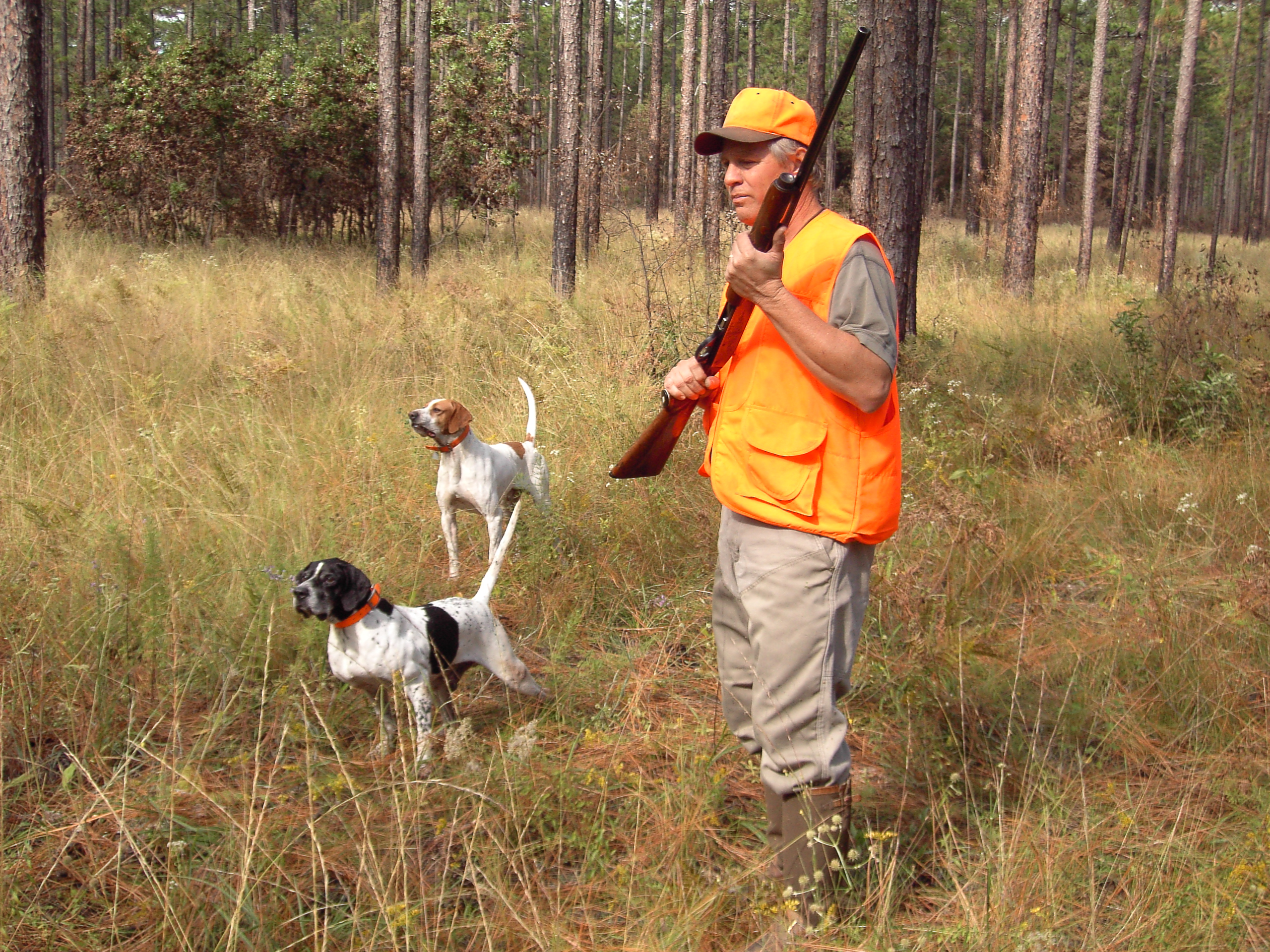
Pointers à la chasse.

Le pointer anglais est essentiellement utilisé à la chasse du gibier à plumes, mais peu s'adapter à d'autre type de gibier. Son flair est bon et sa mémoire est louée par les défenseurs de la race. Il se caractérise aussi par sa grande vitesse d'exécution (il se déplace toujours au galop). L'arrêt est totalement immobile, décrit comme « statuaire ». Il est très endurant par temps chaud mais supporte mal les climats froids et l'eau.
Le pointer anglais a bon caractère[non neutre] mais il n'a jamais été sélectionné pour être un chien de compagnie. Il est nécessaire de lui fournir suffisamment d'exercice afin de calmer son tempérament très actif. Les lignées d'exposition ont tendance à être de meilleurs chiens de compagnie.

## Santé et entretien
À la chasse, le pointer anglais est sensible aux ronces car sa peau n'est pas très épaisse. Les oreilles tombantes peuvent abriter des parasites générateurs d'inflammations voire d'otites. L’œil peut souffrir d'enroulement de la paupière (ectropion et entropion) et des problèmes rétiniens.